# 德拉诺 (加利福尼亚州)
德拉诺（英語：Delano），是美国加利福尼亚州克恩县下属的一座城市。建市于1915年4月13日，面积大约为14.3平方英里（37平方公里）。根据2010年美国人口普查，该市有人口53,041人。